# Domenico Schiattarella
Domenico Schiattarella (17. listopadu 1967, Milán) je bývalý italský automobilový závodník, pilot Formule 1.

## Závodnické začátky
V letech 1989 – 1992 závodil v italské Formuli 3, v roce 1991 se stal vicemistrem této série, získal dvě vítězství a porazil pozdější jezdce F1 Luku Badoera a Jacquese Villeneuvea. V roce 1993 jezdil v šampionátu Formule Toytota Atlantic. Začátkem roku 1994 odjel dva závody v Indy Car, ale nedosáhl zde žádného výsledku.

## Formule 1
Díky finanční podpoře sponzorů nahradil ve stáji Simtek koncem sezony 1994 Francouze Jeana-Marka Gounona. Debutoval v Grand Prix Evropy 1994. Za Simtek závodil i v sezoně 1995 do té doby, než tým ukončil svou činnost. Za svou kariéru nezískal žádný bod, nejlépe skončil devátý v Grand Prix Argentiny 1995 a to díky tomu, že závod dokončilo pouze 9 pilotů.

## Kariéra po Formuli 1
V roce 1997 se nepříliš úspěšně účastnil několika závodů CART a FIA-GT. V roce 1999 startoval s Alexem Caffim a Andreou Monterminim v 24 hodin Le Mans, skončili šestí, následující rok cíl ovšem neviděli.
V letech 1999 – 2003 startoval v American Le Mans Series, v 15 závodech si vyjel jednu výhru. V následujících letech se neúčastnil žádných profesionálních závodů. Vrátil se v roce 2008, kde jezdil v asijské Super Car Challenge, zvítězil ve třech ze sedmi závodů.

## Kompletní výsledky ve Formuli 1
| Legenda k tabulce | Legenda k tabulce                                                                       |
| Barva             | Výsledek                                                                                |
| ----------------- | --------------------------------------------------------------------------------------- |
| Zlatá             | Vítěz                                                                                   |
| Stříbrná          | 2. místo                                                                                |
| Bronzová          | 3. místo                                                                                |
| Zelená            | Bodované umístění                                                                       |
| Modrá             | Nebodované umístění                                                                     |
| Modrá             | Dokončil neklasifikován (NC)                                                            |
| Fialová           | Odstoupil (Ret)                                                                         |
| Červená           | Nekvalifikoval se (DNQ)                                                                 |
| Červená           | Nepředkvalifikoval se (DNPQ)                                                            |
| Černá             | Diskvalifikován (DSQ)                                                                   |
| Bílá              | Nestartoval (DNS)                                                                       |
| Bílá              | Závod zrušen (C)                                                                        |
| Světle modrá      | Pouze trénoval (PO)                                                                     |
| Světle modrá      | Páteční testovací jezdec (TD)                                                           |
| Bez barvy         | Netrénoval (DNP)                                                                        |
| Bez barvy         | Vyřazen (EX)                                                                            |
| Bez barvy         | Nepřijel (DNA)                                                                          |
| Bez barvy         | Odvolal účast (WD)                                                                      |
| Bez barvy         | Nezúčastnil se (prázdné)                                                                |
| Označení          | Význam                                                                                  |
| Tučnost           | Pole position                                                                           |
| Kurzíva           | Nejrychlejší kolo                                                                       |
| †                 | Jezdec nedojel do cíle, ale byl klasifikován, protože odjel více než 90 % délky závodu. |
| ‡                 | Byl udělován poloviční počet bodů, protože bylo odjeto méně než 75 % délky závodu.      |
| Horní index       | Umístění bodujících jezdců ve sprintu                                                   |

| Rok  | Tým             | Šasi        | Motor   | 1       | 2     | 3       | 4      | 5       | 6   | 7   | 8   | 9   | 10  | 11  | 12  | 13  | 14     | 15  | 16      | 17  | Umístění | Body |
| ---- | --------------- | ----------- | ------- | ------- | ----- | ------- | ------ | ------- | --- | --- | --- | --- | --- | --- | --- | --- | ------ | --- | ------- | --- | -------- | ---- |
| 1994 | MTV Simtek Ford | Simtek S941 | Ford V8 | BRA     | PAC   | SMR     | MON    | ESP     | CAN | FRA | GBR | GER | HUN | BEL | ITA | POR | EUR 19 | JPN | AUS Ret |     | -        | 0    |
| 1995 | MTV Simtek Ford | Simtek S951 | Ford V8 | BRA Ret | ARG 9 | SMR Ret | ESP 15 | MON DNS | CAN | FRA | GBR | GER | HUN | BEL | ITA | POR | EUR    | PAC | JPN     | AUS | -        | 0    |